# Systémové bednění

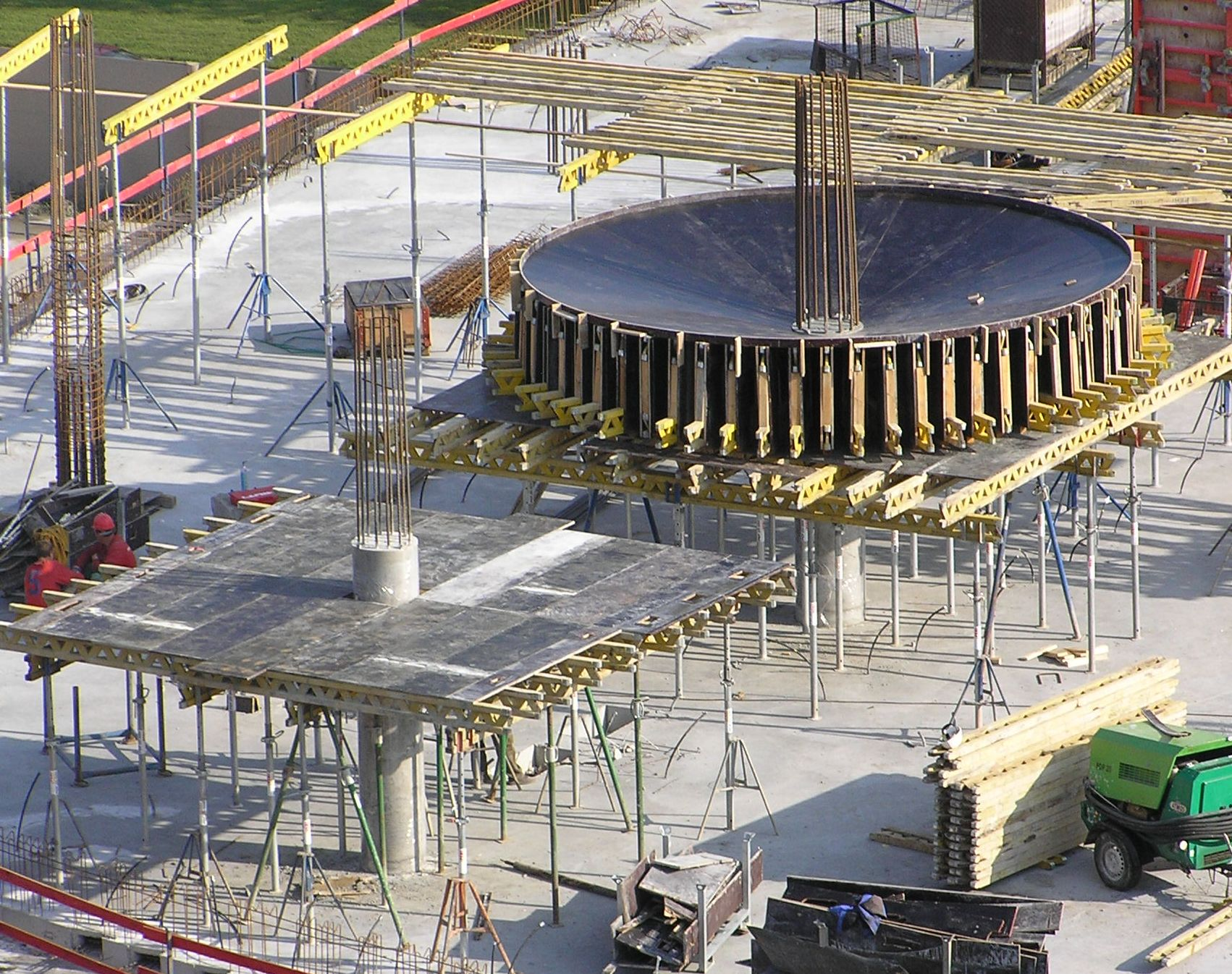
Bednění hlavic sloupů na stavbě Národní technické knihovny v Praze

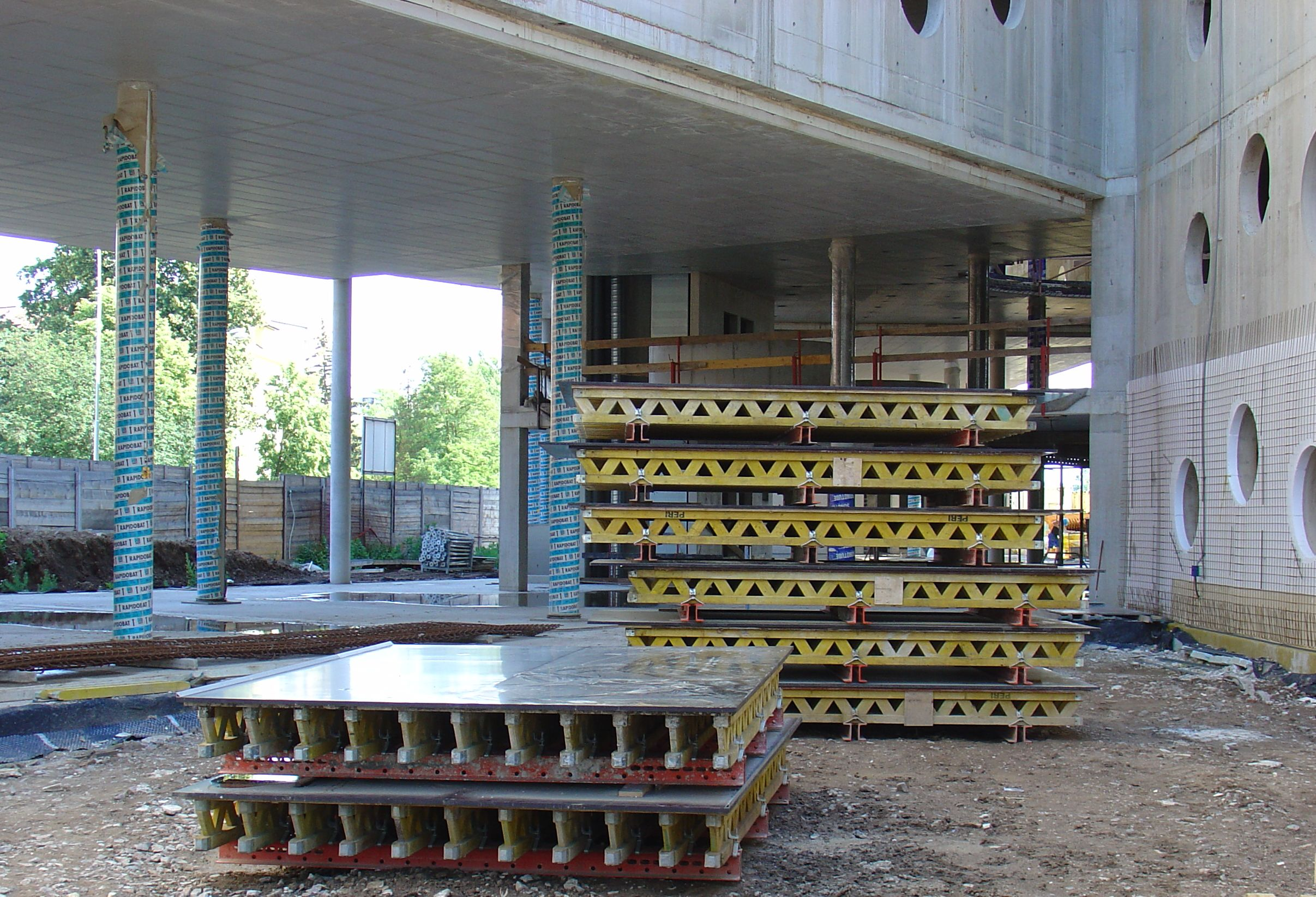
Panely stěnového nosníkového bednění (PERI) na stavbě Studijní a vědecké knihovny v Hradci Králové

Systémové bednění je soubor průmyslově vyráběných prvků standardizovaných rozměrů, které ve stavebnictví slouží ke zřizování bednění pro betonové a železobetonové prvky staveb.

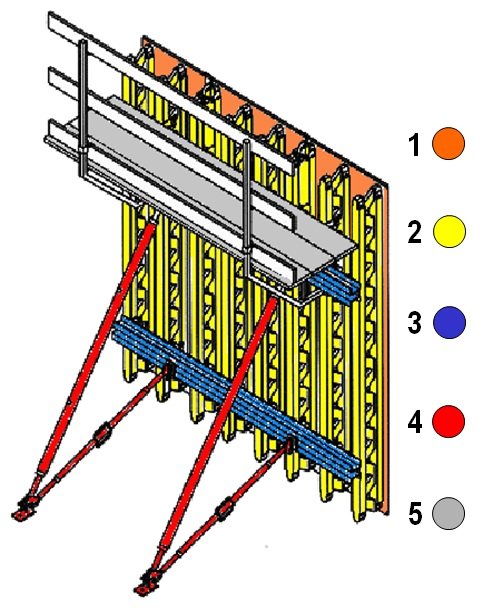
Panel stěnového nosníkového bednění (PERI)
1. Překližka (Bednicí plášť)
2. Nosníky (Vnější svislé výztuhy)
3. Závory (Vnější vodorovné výztuhy)
4. Opěry (stabilizátory)
5. Pracovní lávka pro betonáře

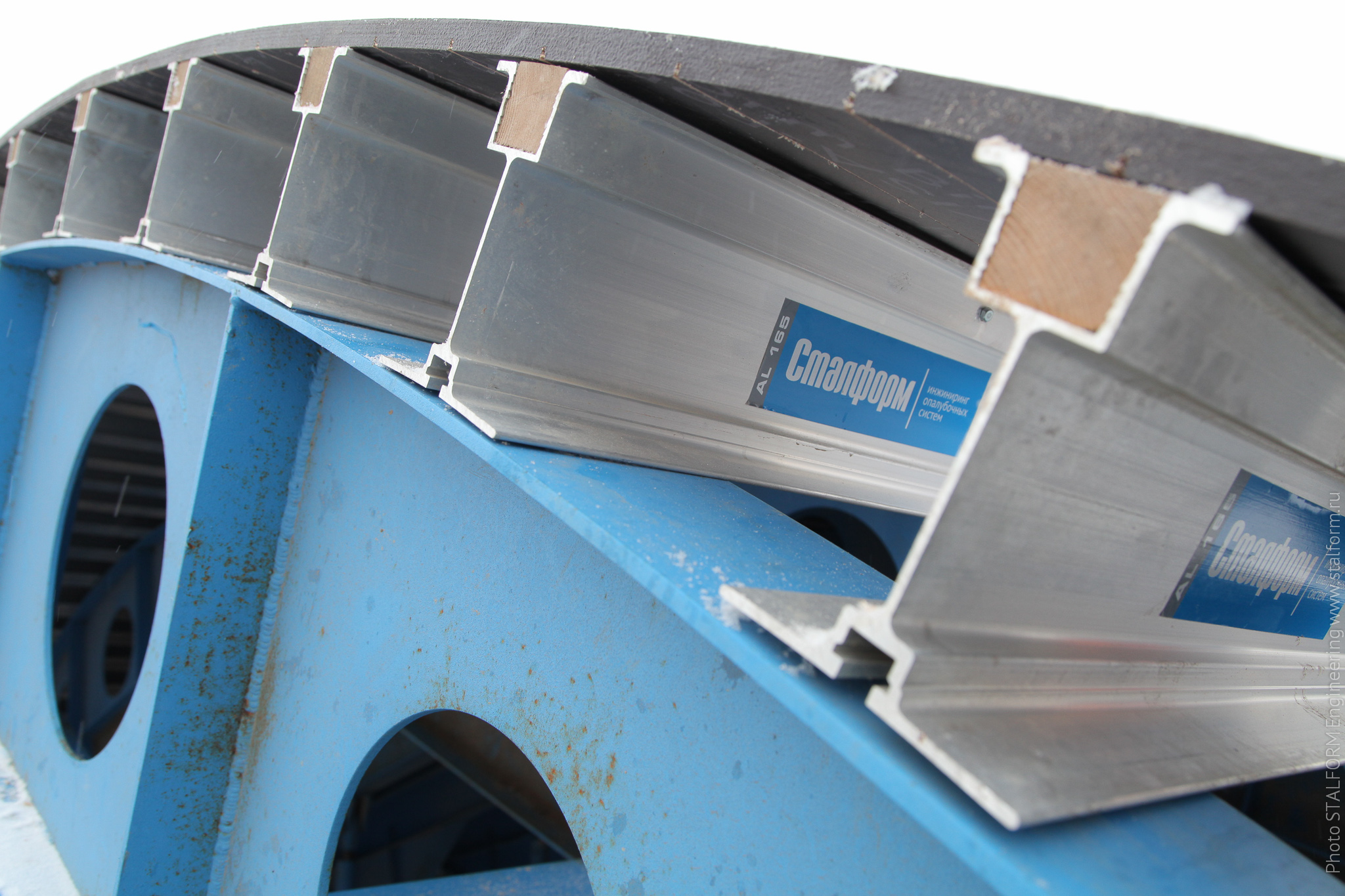
Hliníkové nosníky s pásnicí s dřevěnou vložkou, která umožňuje jednoduché přichycení překližky

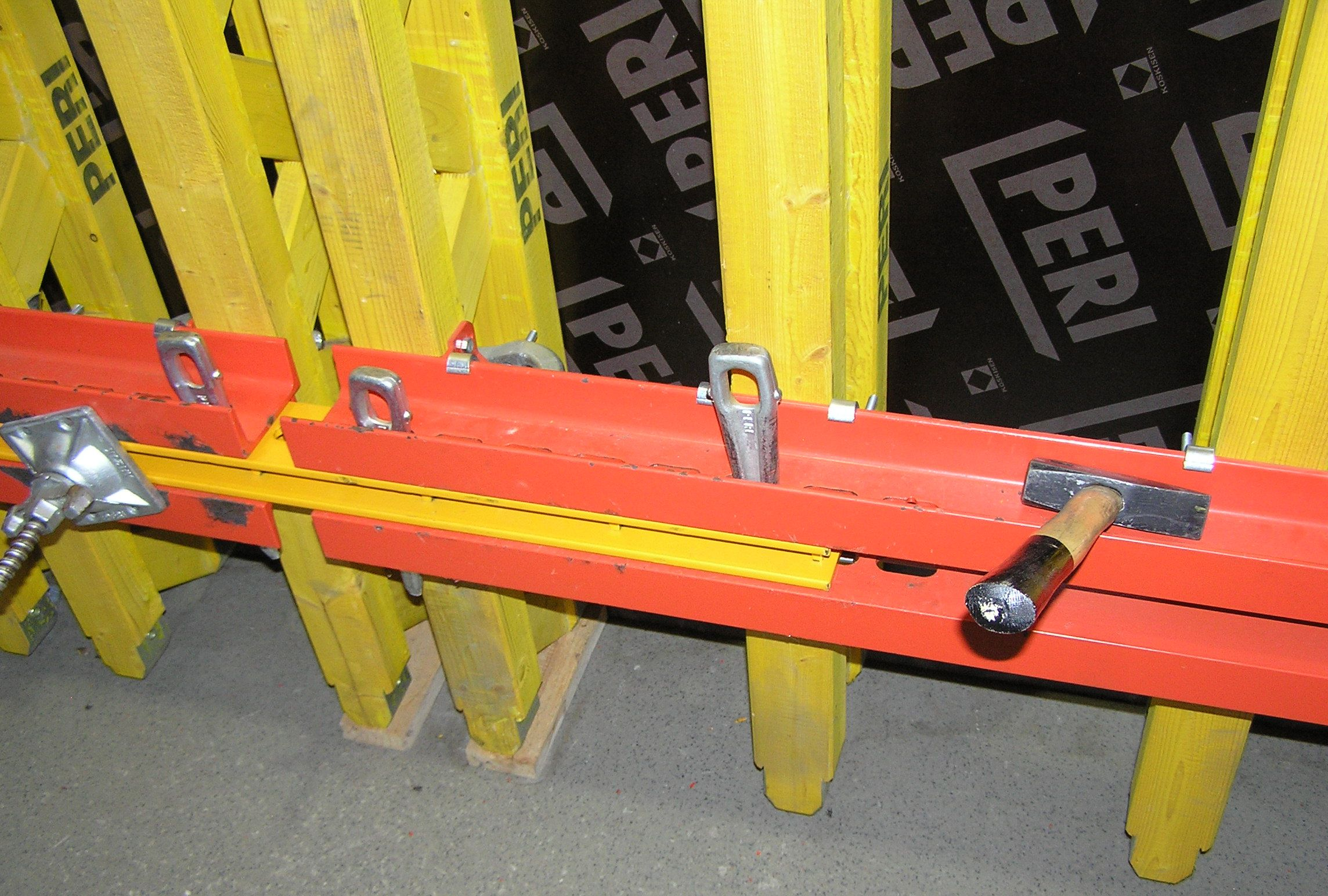
Spojování stěnových panelů nosníkového bednění (PERI)
(Spojení závor pomocí vložené spojky a zatlučených klínů)

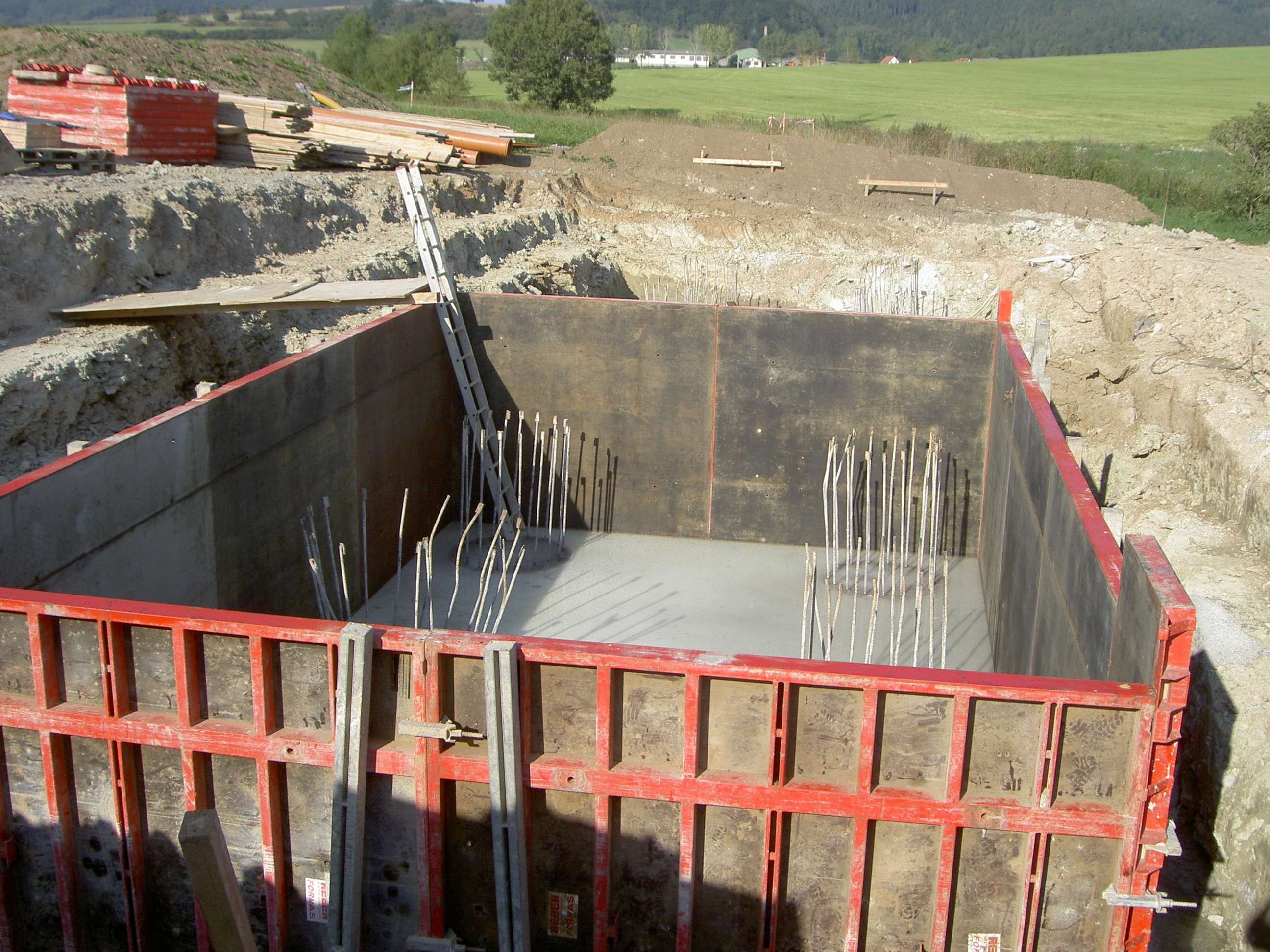
Rámové bednění pro základ mostního pilíře

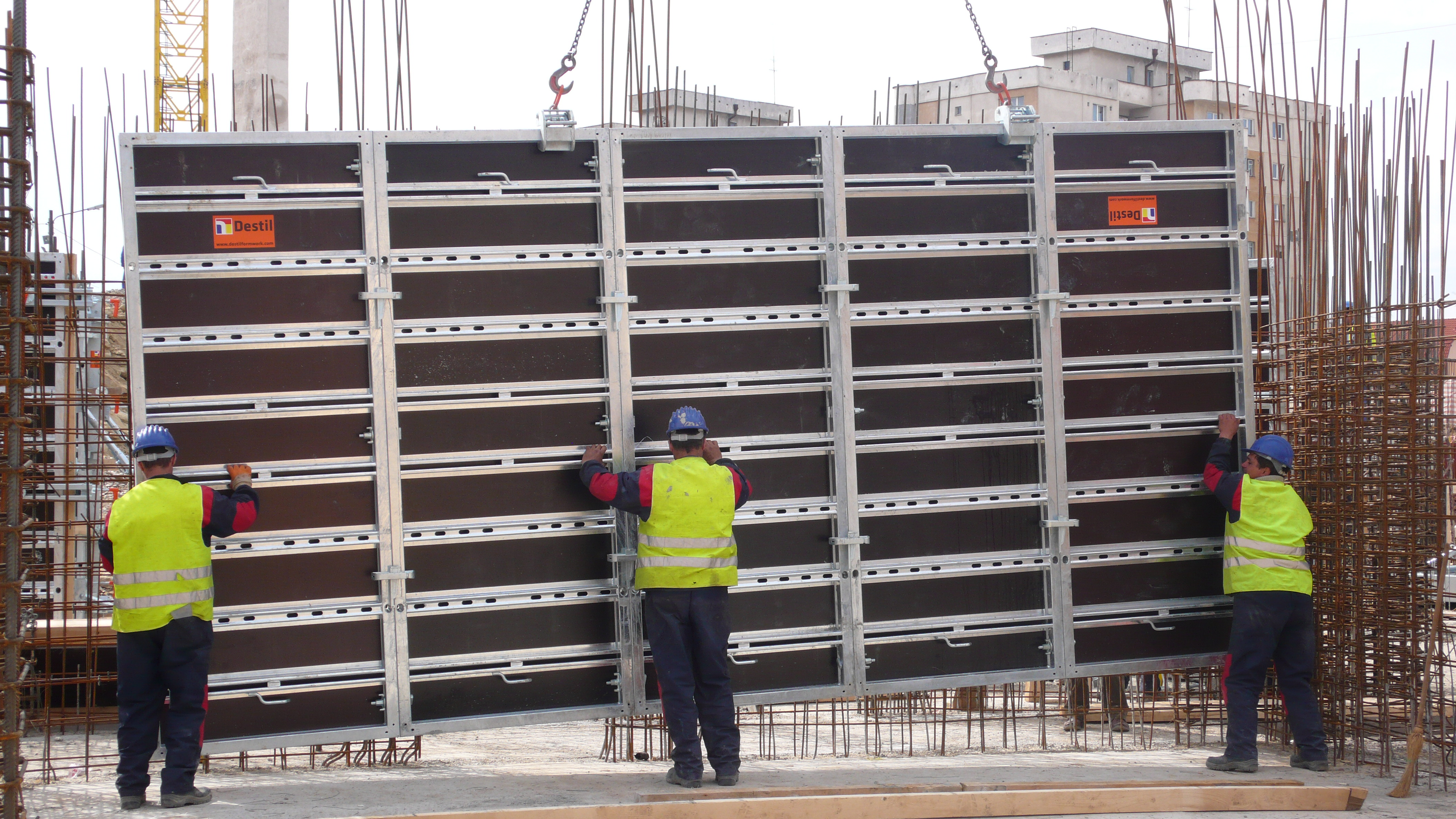
Menší rámy jsou spojeny
do jednoho panelu
a osazovány najednou na místo

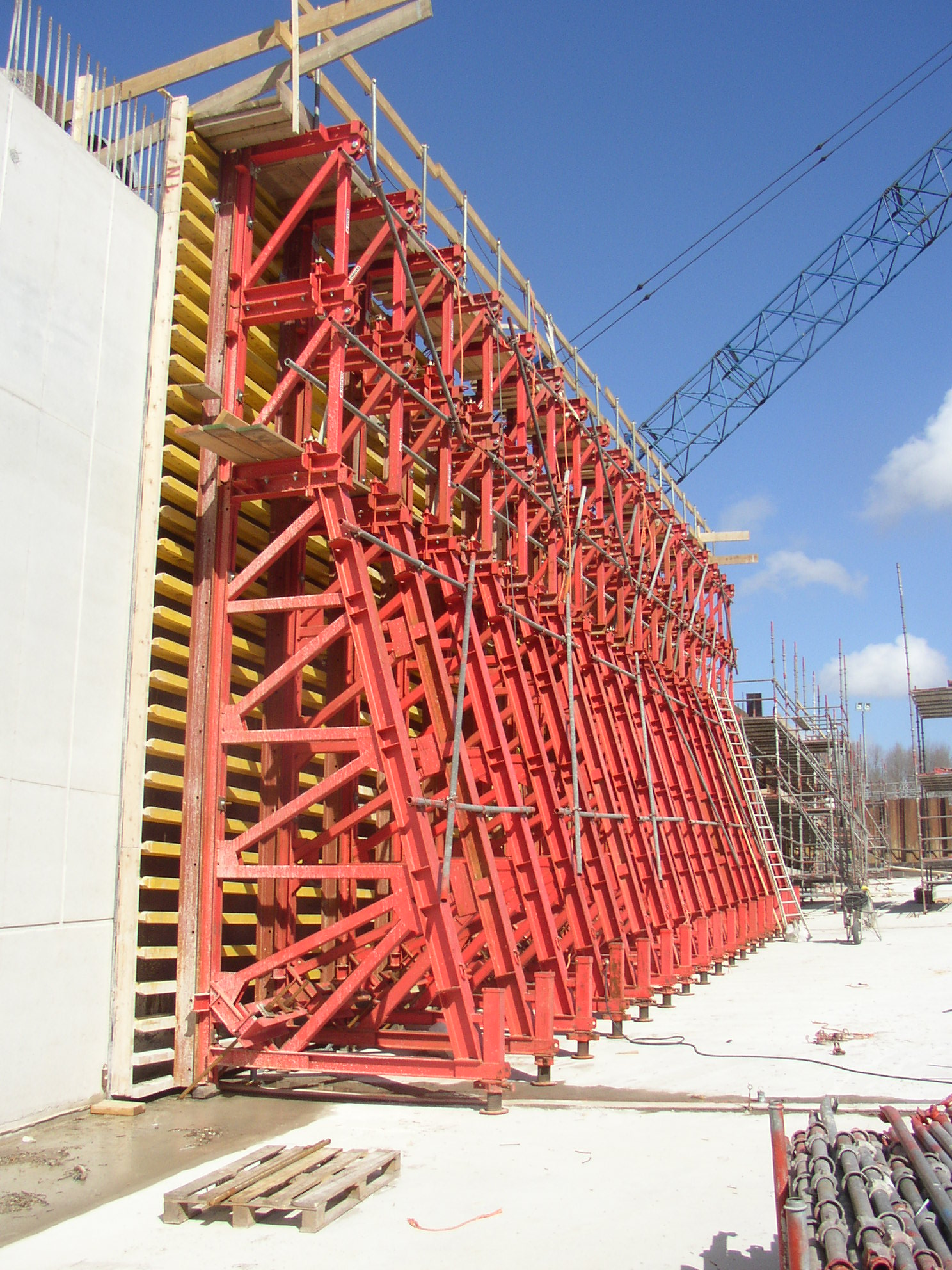
Opěry jednostranného bednění (Meva)

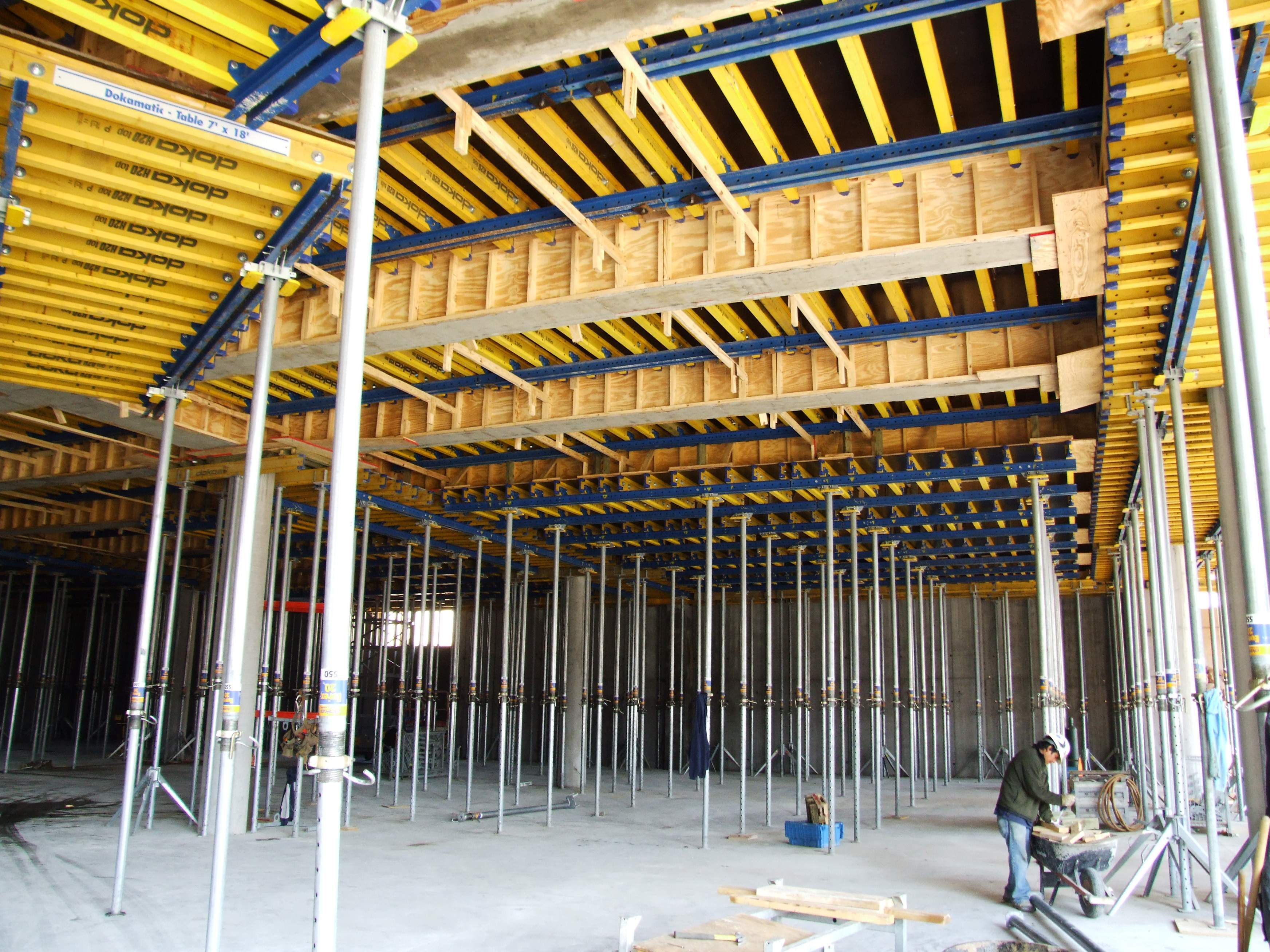
Bednění trámového stropu podepřené stropními stojkami (Doka)

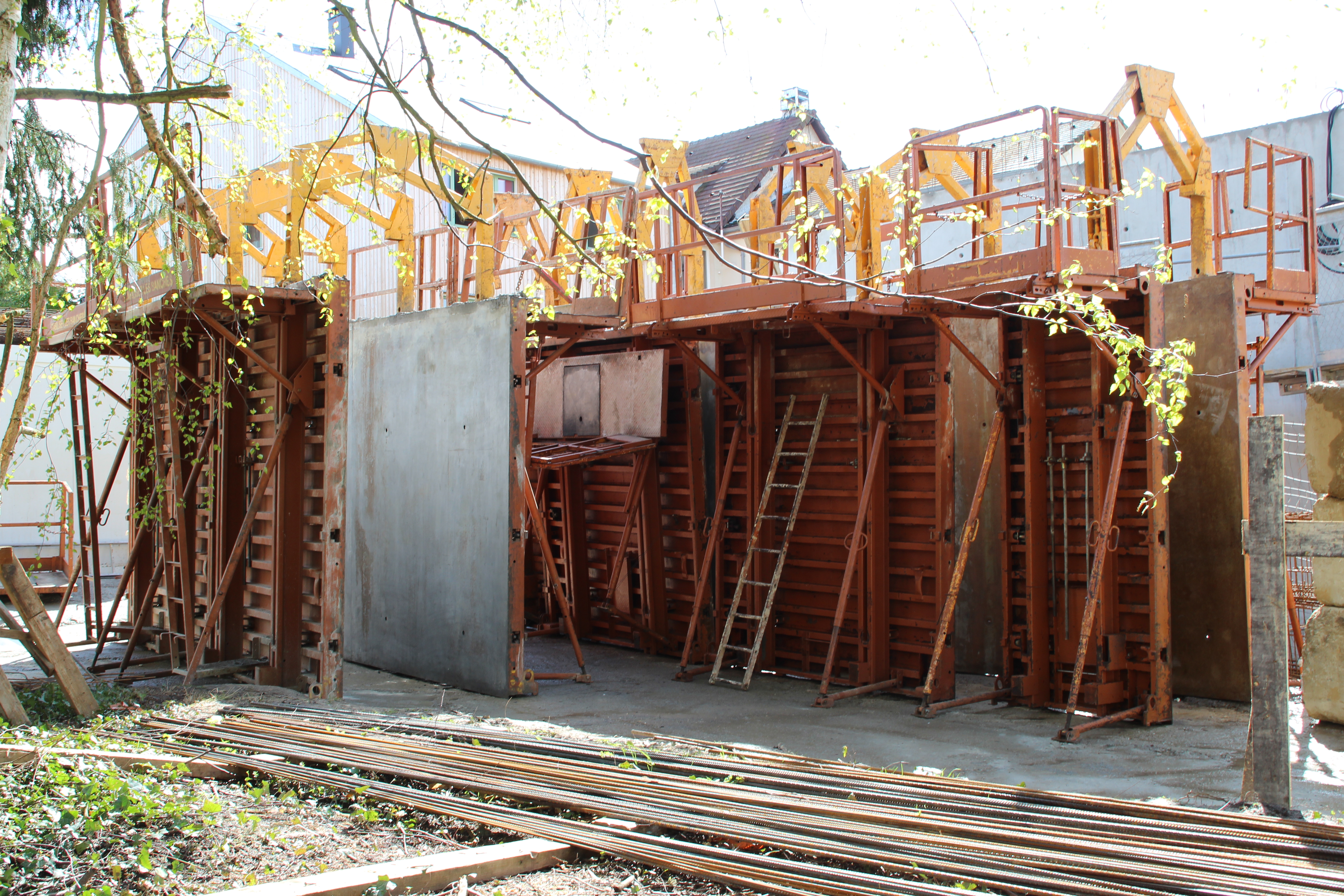
Bednicí rámy doplněné stabilizátory a pracovními lávkami na staveništní skládce

## Historie
Pro tesařské bednění, které se na stavbách stavělo v první polovině 20. století bylo zapotřebí mnoho řeziva. Možnost jeho opětovného použití, (obrátka bednění), byla poměrně nízká a spotřeba dřeva ve stavebnictví byla velmi vysoká. Nedostatek řeziva se projevil zejména při obnově zemí zničených 2. světovou válkou, (Německo, Francie), a podnítil zájem o vývoj a výrobu standardizovaných prvků, které by nedostatkové řezivo nahradily a zároveň umožily vícenásobné použití.

Vytváření bednicích systémů započalo nahrazováním prvků tradičního bednění výrobky standardizovaných rozměrů. Prkna bednicího pláště byla nahrazena deskovými materiály, hranoly byly nahrazeny dřevěnými a ocelovými nosníky. Namísto dřevěných podpůrných stojek stropního bednění se začaly používat nastavitelné stropní stojky. Postupně se tak vytvořil ucelený systém nosníkového bednění. V osmdesátých letech 20. století došlo k další inovaci systému. Nosníky a deskové prvky pláště byly integrovány do jednoho prvku - ocelového bednicího rámu. Vyvinutý systém rámového bednění je méně univerzální, jeho výhodou je ale celkově rychlejší vytvoření bednicí formy (tj. nižší pracnost). Souběžně bylo nutné vyvíjet pro nové tvary bednicích forem také doplňující podpěrné a opěrné systémy.

Při využití prvků systémového bednění byly postupně vyvinuty speciální druhy bednění užívané např. při stavbě výškových budov, mostů a tunelů. V současnosti jsou největšími výrobci systémových bednění především firmy PERI, DOKA, NOE, MEVA, PASCHAL, OUTINORD a další firmy.

### Historie systémového bednění v Česku
Systémové bednění zavedlo a úspěšně používalo na svých stavbách již ve dvacátých letech 20. století Baťovo zlínské stavitelství. Využití se však omezilo pouze na stavby budované pro potřeby Baťova koncernu a nepřerostlo ve výrobu pro potřeby ostatních firem.
V socialistickém stavebnictví byly upřednostňovány stavby ze železobetonových prefabrikátů a monolitické konstrukce byly silně omezovány. Prvky standardizace bednění se začaly prosazovat až v 60. letech. Zprvu to byly malé bednicí desky, (desky Dywidag), sesazované z krátkých prken, později se začaly používat silnostěnné, vícevrstvé překližky. Československé stavebnictví se trvale potýkalo s nedostatkem tesařů, odborníků na stavbu bednění a zavedení systémového bednění do používání bylo jednou z možností, jak tento problém řešit. Na Slovensku bylo méně paneláren, (výroben prefabrikátů), a tak tehdejší VHJ IS (Výrobno-hospodárska jednotka - inžinierske staviteľstvo) hledala možnost zakoupení licence na výrobu systémového bednění. Z oslovených firem souhlasila pouze firma NOE a postupně se na Slovensku začaly vyrábět systémy NOE - Universal (1968), NOE Combi 20, NOE Combi 30 a NOE Combi 70 (1972), NOE Pilier (1975), NOE Top (1984). Protože výroba spadala pod uvedenou VHJ IS, neslo bednění vyráběné na Slovensku označení IS-NOE. Po roce 1991 pokračuje výroba a společnost ISD-NOE spol, s r.o. zajišťuje řadu dodávek pro celou firmu NOE. Na konci 80. let se v Čechách začala rozvíjet výroba lehkého (ručního) rámového bednění BEST, která dodnes pokračuje ve firmě CIPRA - Stavokonstrukce, spol. s r.o.
Samostatnou kapitolou v historii systémového bednění v ČSSR je užití ocelového prostorového bednění (tzv. tunelové bednění), které umožňuje zabetonovat stěny i stropní desku zároveň. Toto bednění lze vyhřívat, (např. propanbutanovými hořáky) a zkrátit tak dobu tvrdnutí betonu až na několik hodin.

## Nosníkové bednění
Pomocí prvků systémového nosníkového bednění můžeme zhotovovat jak bednění svislých částí konstrukce, (stěny, sloupy), tak bednění vodorovných částí (stropy, trámy, průvlaky).
Hlavní konstrukční prvky nosníkového bednění
Desky bednicího pláště

Pro bednění stěn se užívá vodovzdorná překližka, která se připevňuje na nosníky. Pro bednění vodorovných konstrukcí je s ohledem na odbedňování zapotřebí volit lehké třívrstvé desky, které jsou pokládány na rošt z nosníků.
Nosníky

Dnes jsou nejužívanější plnostěnné nebo příhradové dřevěné nosníky. Dříve používané ocelové nosníky se již téměř nevyrábějí. Vysoká cena aluminiových nosníků a nebezpečí jejich zcizení ze stavby odrazuje české firmy od jejich používání.
Závory (vnější výztuhy)
Při budování bednicí formy je nutné vytvořit z rovnoběžných nosníků pevný rošt. K tomu slouží závory, (vnější výztuhy), které jsou vyráběny z ocelových nosníků profilu U. Jsou spojeny příložkami tak, aby mezerou mezi nosníky mohly být protaženy tyče s hrubým závitem ke stažení formy a zároveň umožňují pevný styk sestavených panelů.

## Rámové bednění
U tohoto bednění tvoří pevný rošt pravoúhlý rám z ocelových nebo aluminiových nosníků. Na nosníky je přišroubován bednicí plášť z vodovzdorné překližky. Ke stavbě bednění pro nízké svislé prvky, (např. pro základové pasy), se užívají rámy s nízkou hmotností, se kterými se manipuluje ručně. Nejčastěji se rámy spojují do větších celků, (velkoplošných panelů), které se umísťují pomocí stavebního jeřábu.

Rámové bednění se užívá také pro bednění železobetonových stropů. Rámy stropního bednění musí být lehké, proto jsou rámy menší a překližka pláště je tenčí. K podepření rámů je zapotřebí více stojek a systém není universální, jako je nosníkové bednění stropů.

## Opěrné a podpěrné prvky systémových bednění
Opěrný systém bednění
Prvky opěrného systému zajišťují budované bednění proti převrácení či sklopení. Patří sem především stabilizátory různých délek, používané při bednění stěn a sloupů. Při jednostranném bednění, kdy je bednicí forma přistavěna k již provedené protilehlé stěně, musí být k zachycení tlaku čerstvého betonu na bednění použity trojúhelníkové opěry, které jsou přikotveny k podkladu u paty bednění.
Podpěrný systém bednění
Při zřizování bednění pro železobetonové stropy, průvlaky a trámy je nezbytné bednění podpírat. Při běžné světlé výšce podlaží se k podepření užívají ocelové stropní stojky s nastavitelnou délkou. Při vyšším zatížení se bednění podepírá tzv. vysokopevnostními stojkami, případně podpěrnými věžemi, které jsou do potřebné výšky sestavovány z jednotlivých kratších dílů.

Zpravidla samostatný výrobní program firem vyrábějících systémová bednění tvoří podpěry mostních skruží. Pro lehčí skruže se užívá podpěrné lešení, pro těžší skruže masivní ocelové podpěry.

## Bezpečnostní prvky
Bednění stěn a sloupů je vždy nutné doplnit pracovními plošinami pro pohyb betonářů při ukládání a hutnění čerstvého betonu. K zajištění pracovníků při ukládání výztuže a při betonáži musí být okraje bednění stropních desek opatřeny dvoutyčovým zábradlím. Také u volných okrajů hotových stropních konstrukcí musí být zřízeno dvoutyčové zábradlí.